# Dutch International
Dutch International is een internationaal badmintontoernooi, gehouden in  Nederland in Wateringen bij club VELO. Dit toernooi heeft een International Series-status.

## Winnaars
| Jaar | Herensingles             | Damessingles              | Herendoubles                             | Damesdoubles                              | Mixed doubles                         |
| ---- | ------------------------ | ------------------------- | ---------------------------------------- | ----------------------------------------- | ------------------------------------- |
| 2000 | Vladislav Druzchenko     | Lonneke Janssen           | Mihail Popov Svetoslav Stoyanov          | Satomi Igawa Hiroko Nagamine              | Mathias Boe Karina Sørensen           |
| 2001 | Przemysław Wacha         | Yao Jie                   | Mathias Boe Thomas Hovgaard              | Nicole van Hooren Erica van den Heuvel    | Chris Bruil Lotte Jonathans           |
| 2002 | Björn Joppien            | Brenda Beenhakker         | John Gordon Daniel Shirley               | Carina Mette Juliane Schenk               | Peter Jeffrey Suzanne Rayappan        |
| 2003 | Arif Rasidi              | Kamila Augustyn           | Rasmus Andersen Carsten Mogensen         | Majken Vange Helle Nielsen                | Peter Steffensen Helle Nielsen        |
| 2004 | Björn Joppien            | Petra Overzier            | Jean-Michel Lefort Svetoslav Stoyanov    | Petya Nedelcheva Nely Boteva              | Svetoslav Stoyanov Victoria Wright    |
| 2005 | Björn Joppien            | Petya Nedelcheva          | Ingo Kindervater Kristof Hopp            | Nicole Grether Juliane Schenk             | Fredrik Bergström Johanna Persson     |
| 2006 | Björn Joppien            | Petra Overzier            | Ingo Kindervater Kristof Hopp            | Juliane Schenk Nicole Grether             | Kristof Hopp Birgit Overzier          |
| 2007 | Wu Yunyong               | Kati Tolmoff              | Kristian Roebuck Andrew Bowman           | Paulien van Dooremalen Rachel van Cutsen  | Robin Middleton Liza Parker           |
| 2008 | Hans-Kristian Vittinghus | Larisa Griga              | Kristof Hopp Ingo Kindervater            | Kamila Augustyn Nadieżda Kostiuczyk       | Rasmus Bonde Helle Nielsen            |
| 2009 | Dicky Palyama            | Juliane Schenk            | Mads Conrad-Petersen Mads Pieler Kolding | Line Damkjær Kruse Mie Schjøtt-Kristensen | Johannes Schöttler Birgit Overzier    |
| 2010 | Rune Ulsing              | Karina Jørgensen          | Mads Conrad-Petersen Mads Pieler Kolding | Samantha Barning Eefje Muskens            | Anders Skaarup Rasmussen Anne Skelbæk |
| 2011 | Hans-Kristian Vittinghus | Susan Egelstaff           | Baptiste Carême Sylvain Grosjean         | Valeria Sorokina Nina Vislova             | Aleksandr Nikolaenko Valeria Sorokina |
| 2012 | Andre Kurniawan Tedjono  | Yao Jie                   | Nelson Heg Wei Keat Teo Ee Yi            | Lotte Jonathans Paulien van Dooremalen    | Robert Mateusiak Nadieżda Zięba       |
| 2013 | Viktor Axelsen           | Beatriz Corrales          | Łukasz Moreń Wojciech Szkudlarczyk       | Rie Eto Yu Wakita                         | Michael Fuchs Birgit Michels          |
| 2014 | Rasmus Fladberg          | Soraya de Visch Eijbergen | Kasper Antonsen Mikkel Delbo Larsen      | Samantha Barning Iris Tabeling            | Niclas Nøhr Sara Thygesen             |
| 2015 | Anders Antonsen          | Lianne Tan                | Kasper Antonsen Oliver Babic             | Gayle Mahulette Cheryl Seinen             | Kasper Antonsen Amanda Madsen         |
| 2016 | Pablo Abian              | Yvonne Li                 | Alexander Bond Joel Eipe                 | Chloe Birch Sophie Brown                  | Alexander Bond Ditte Søby Hansen      |
| 2017 | Anand Pawar              | Irina Amalie Andersen     | Oliver Leydon-Davis Lasse Mølhede        | Cisita Joity Jansen Birgit Overzier       | Anton Kaisti Jenny Nystrom            |
| 2018 | Cheam June Wei           | Julie Dawall Jakobsen     | Arun George Sanyam Shukla                | Chang Ya-lan Cheng Wen-hsing              | Thom Gicquel Delphine Delrue          |
| 2019 | Harsheel Dani            | Line Christophersen       | Daniel Lundgaard Mathias Thyrri          | Amalie Magelund Freja Ravn                | Mathias Thyrri Elisa Melgaard         |